# Acanthocyclops magistridussarti
Acanthocyclops magistridussarti – gatunek widłonoga z rodziny Cyclopidae. Nazwa naukowa gatunku została po raz pierwszy opublikowana w 2011 roku przez włoskich biologów Fabio Stocha i Marię Cristinę Bruno. Miejsce typowe to źródło Lagdei w Apeninach w regionie Emilia-Romania (północne Włochy). Oprócz źródeł, gatunek stwierdzono też w jaskiniach i hyporealu.